# Episteme nigripennis
Episteme nigripennis är en fjärilsart som beskrevs av Butler 1875. Episteme nigripennis ingår i släktet Episteme och familjen nattflyn. Inga underarter finns listade i Catalogue of Life.